# Simorejo (Kanor)
Simorejo is een bestuurslaag in het regentschap Bojonegoro van de provincie Oost-Java, Indonesië. Simorejo telt 3443 inwoners (volkstelling 2010).